# EX-384
La EX-384 es una carretera de titularidad de la Junta de Extremadura. Su categoría es local. La denominación oficial es EX-384, de límite de provincia de Toledo (Las Ventas de San Julián) a Madrigal de la Vera.

## Historia de la carretera
Es la antigua CC-900, transferida por el Estado en 1984, que fue renombrada en el cambio del catálogo de Carreteras de la Junta de Extremadura en el año 1997.

## Inicio
Tiene su origen en el límite de provincia de Toledo.

## Final
El final está en la intersección con la EX-203, en la localidad de Madrigal de la Vera.

## Trazado, localidades y carreteras enlazadas
La longitud real de la carretera es de 4.790 m, de los que la totalidad discurren en la provincia de Cáceres.
Su desarrollo es el siguiente:
| P. K.         | HITO                                                            |
| ------------- | --------------------------------------------------------------- |
| 0+000         | Inicio: Límite de provincia de Toledo                           |
| 0+020 - 0+080 | Puente sobre el río Tiétar                                      |
| 0+330 - 0+350 | Paso inferior río                                               |
| 0+600         | Intersección camino canl margen derecha del Embalse de Rosarito |
| 4+490 - 4+790 | Travesía de Madrigal de la Vera                                 |
| 4+790         | Final: EX-203 (Madrigal de la Vera)                             |

## Otros datos de interés
(IMD, estructuras singulares, tramos desdoblados, etc.).
La carretera tiene una plataforma con un ancho de 7 metros, con dos carriles de 3 metros y arcenes de 0,50 metros.
Los datos sobre Intensidades Medias Diarias en el año 2006 son los siguientes:
| P. K.                       | IMD   | Ligeros | Pesados | % Pesados |
| --------------------------- | ----- | ------- | ------- | --------- |
| 4+000 (Madrigal de la Vera) | 1.060 | 1.035   | 25      | 2,4       |

## Evolución futura de la carretera
La carretera se encuentra acondicionada dentro de las actuaciones previstas en el Plan Regional de Carreteras de Extremadura.